# Paxton, Nebraska
Paxton är en ort (village) i Keith County i Nebraska. Orten har fått namn efter boskapsuppfödaren W.A. Paxton. Vid 2010 års folkräkning hade Paxton 523 invånare.